# ويليام جونز (قسيس)
ويليام جونز (بالإنجليزية: William Ambrose Jones)‏ هو قسيس أمريكي، ولد في 21 يوليو 1865 في كامبريدج في الولايات المتحدة، وتوفي في 17 فبراير 1921 في سان خوان في الولايات المتحدة.